# Michal Ondrášek
Michal Ondrášek (* 11. prosince 1983 Bratislava) je bývalý slovenský hokejový trenér, který se po skončení aktivní trenérské kariéry věnuje konzultační a designérské činnosti v oblasti hokeje. Jako brankářský trenér působil v letech 2003 až 2007 v Kanadě. V té době byl zakladatelem hokejové značky ReasonY. V roce 2009 působil ve funkci hlavního trenéra národního hokejového mužstva Kuvajtu.